# Thuré
Thuré là một xã, tọa lạc ở tỉnh Vienne trong vùng Nouvelle-Aquitaine, Pháp. Xã này có diện tích 43,47 km², dân số năm 2006 là 2738 người. Xã nằm ở khu vực có độ cao trung bình 61 m trên mực nước biển. 

## Hành chính
| Danh sách các xã trưởng |               |                   |      |         |
| Giai đoạn               | Giai đoạn     | Tên               | Đảng | Tư cách |
|                         |               |                   |      |         |
| 1977                    | 1983          | Édith Cresson     | PS   |         |
| 2001                    | réélu en 2008 | Jean-Claude Deyna | PS   |         |

## Biến động dân số
| Năm | 1962  | 1968  | 1975  | 1982  | 1990  | 1999  | 2006  |
| --- | ----- | ----- | ----- | ----- | ----- | ----- | ----- |
| Dân số | 1 669 | 1 704 | 2 127 | 2 249 | 2 335 | 2 512 | 2 738 |
| From the year 1962 on: No double counting—residents of multiple communes (e.g. students and military personnel) are counted only once. |       |       |       |       |       |       |       |

- Thuré trên trang mạng của Viện địa lý quốc gia[liên kết hỏng]
- Thuré trên trang mạng của INSEE[liên kết hỏng]
- Thuré sur le site du Quid Lưu trữ ngày 20 tháng 9 năm 2009 tại Wayback Machine
- Localisation de Thuré sur une carte de France et communes limitrophes[liên kết hỏng]
- Plan de Thuré sur Mapquest
- Site personnel dédié à la commune de Thuré